# NGC 5348
NGC 5348 (również PGC 49411 lub UGC 8821) – galaktyka spiralna z poprzeczką (SBbc), znajdująca się w gwiazdozbiorze Panny. Odkrył ją Lawrence Parsons 3 maja 1877 roku.